# Предност дигиталне игре
Савремено доба подразумева дигитализацију, деца су данас окружена рачунарима, таблетима и телефонима који су примамљиви за њих и они желе да их истражују. Због занимљивих садржаја који су доступни на дигиталним уређајима они постају веома брзо део свакодневнице, како одраслих тако и саме деце. Током најранијег узраста деца уче кроз игру. Игре су забавне, мотивишуће и окупирају пажњу, деца проводе сате играјући игру док се она се савлада у потпуности. Без обзира да ли је у питању игра у природи, друштвена игра или дигитална игра, без обзира што већина игара није образовног карактера, играњем се увек учи: сазнају се нови подаци, усвајају нове вештине, развија се друштвеност и начин мишљења. Кроз игру деца откривају своје могућности, развијају способности и вештине, стечу искуства, уче и стварају. Игра подстиче машту и креативност. За данашње генерације ученика дигиталне игре природно су окружење које их својом динамичношћу и активношћу увлачи у виртуални свет. Сврха дигиталне игре је да активира дете и да кроз игру дете савлада садржаје из свих предмета како би их лакше усвојио, због тога наставници треба да прате промене и изаберу васпитно-образовну игру која ће највише користити ученицима.
Дигиталне игре имају неколико повезаних образовних предности. Оне могу развијати когнитивне, сазнајне и моторичке вештине и могу побољшати информационе вештине ученика. ,, Основно обележје дигиталне игре јесте интеграција образовног садржаја са карактеристикама игре као и мотивисаност ученика да понавља циклусе у оквиру игере.“. Дигиталне игре пружају ученицима растерећење својим садржајем, оне се могу користити за утврђивање чињеница (нпр. знање, присећање, механичко учење или памћење), принципа и комплексно решавање проблема, како би се повећала креативност или осигурали практични примери концепата и правила које би било тешко илустрирати у реалности. Дигиталне игре се темеље на претпоставци да играчи морају научити, запамтити, сарађивати, истраживати или проналазити додатне информације како би даље напредовали у игри. Играње је учење, а једна од главних предности дигиталних игара је њихова могућност да играчи уче у изазовном окружењу где могу погрешити и учити деловањем.

## Игром до знања
Кроз игру деца откривају своје могућности, развијају способности и вештине, стичу искуства, уче и стварају. Игра подстиче машту и креативност. Деца уживају у игри, што их мотивише за сарадњу, а позитивно расположење тако се преноси и на учење. Игра је ученицима најзабавнији облик учења. Знање стечено кроз игру је трајније од знања стеченог на неки други начин. Међутим коришћење игара у наставном процесу захтева велик ангажман наставника. Наставници морају знати зашто уводе неку игру у наставу и што желе том игром постићи. ,,Дигитална игра не сме да садржи садржинске грешке у односу на постојећа научна сазнања, али ни синтаксичке или граматичке грешке. Наставници треба да се потруде да ученици разумеју циљеве игре и да прецизно знају шта се од њих очекује“ . Да би се игре ефикасно користиле најважније је прво упознати ученичке потребе. Треба водити рачуна да је игра прилагођена узрасту и интелектуалним способностима ученика, а изузетно је важно индивидуално прилагођавање игре појединим ученицима у разреду. Игра прилагођена слабијим и просечним ученицима често ће бити прелагана и незанимљива бољим ученицима, док ће игра прилагођена бољим ученицима бити претешка слабијим ученицима, па је они једноставно неће моћи пратити. Како би игра била што динамичнија, задаци не би требало да буду предугачки, треба проценити колико ће игра трајати, а да не постане досадна. Игре се могу користити при понављању. усвајању различитих нових садржаја, увежбавању или као увод у ново градиво. могу се користити за индивидуални рад, рад у паровима или групни рад.

### Учење кроз дигиталне игре
Учење кроз дигиталне игре може бити допуна предавању у учионици. Учење кроз дигиталне игре открива нове начине дизајна наставе помоћу информатичке и комуникацијске технологије и истовремено пружа ученицима могућност стицања вештина и способности. Ученицима коришћење игара за учење може представљати учење и забаву, суочавање с изазовом и постизање бољих резултата, испробавање различитих улога, развијање способности експериментисања и посматрања резултата, способност изражавања осећаја, размишљање о одређеним конфликтним ситуацијама. Наставници применом игара за учење ефикасно допиру до нове генерације ученика који такве алате користе од раног детињства. Кроз игру наставници могу дати увод у нову тему учења, којом се повећава занимање ученика за ту тему или као додатну активност за многе друге сврхе, нпр. За стварање сложених могућности учења, повећање мотивације ученика, или као други начин интеракције и комуникације. Истраживања су показала да је учење кроз игру често основа за ефикаснији и бржи начин учења. Успешност учења кроз игру је потврђена чињеницом да учење постаје забавно, а наставници добијају могућност да преносе знање на начин који је истовремено интерактиван и интересантан.

### Значај избора дигиталне игре у настави
Квалитетне дигиталне игре требало би да буду конципиране тако да стимулишу школске ситуације (вежбање, испитивање, решавање задатака). Оне код ученика морају подстицати активност, размишљање, памћење и брзину. Међутим, оно што је најважније за дигиталну игру је да позитивно утиче на способност мишљења, закључивања, решавања проблема као и на способност сналажења у новим ситуацијама. Учење и рад на компијутеру корисни су за децу, стога их треба усмеравати на игре образовног типа, у којима се на забаван начин вежба опажање, брзина закључивања, читање и слично. Искуства показују да с дигиталним играма ученици много лакше и ангажованије приступају учењу, дуже времена активно уче, теже бољем резултату и ређе одустају ако нема успеха током првог покушаја.

Резултати учења су мерљиви и бољим успехом у школи. Кроз дигиталне игре деца уче на једноставан и њима занимљив начин, развијају сазнајне вештине, интелигенцију, вештине решавања проблема. Игре имају и позитиван утицај на моторику. Ипак, да би дигиталне игре биле прихваћене међу ученицима, оне морају бити пуно више од строгог вежбања умотаног у леп дизајн. Укратко, дигиталне игре у настави морају развијати креативност ученика, бити подстицајне и мотивишуће. Због тога наставници треба да буду у току са променама и изаберу дигиталну игру која ће највише користити ученицима и коју ће са задовољством прихватити.

## Примери дигиталних игара у разредној настави
У Србији сајт на коме се могу наћи примери дигиталних игара за одређене предмете је Зврк, иако је овај сајт намењен за децу и постоје поред квизова знања, занимљивости, стрипова, прича и игре које су у односу на друге сајтове у свету доста застареле, постоје одређене игрице које могу служити за развијање моторичких способности и уочавања одређених појмова. Постоји доста бесплатних едукативних сајтова где учитељи могу пронаћи игре које помажу ученицима у лакшем усвајању математичких појмова, музичких инстумената, познавању природе и друштва уз помоћ којих ће савладати и енглески језик.,, Припремање младих за живот и рад у 21. вијеку подразумијева наставнику компетентност за примјену савременијих стратегија поучавања, тако да информационо-комуникационе технологије бусу саставни дио наставе, као што су дио свакодневног живота ученика“ . То значи да ученици могу и сами да истражују и искористе слободно време на најбољи могући начин у потрази за игром која је њима најзанимљивија. Улога наставника је да их усмери и упути на прави начин како би они схватили да уз помоћ дигиталне игре могу на занимљивији начин да усвоје садржаје из наставних предмета.

Ово су неки од примера дигиталних игара на сајту Educational Games for Kids' Early Learning чија примена може користити ученицима приликом усвајања и увежбавања наставних садржаја:

Пример 1: Игрица Seven Times Tables Practice уз помоћ које ће деца проверити своје знање о таблици множења. Постоји упутство изнад игрице, прате је и звучни ефекти тако да деца по звуку лако могу проценити да ли су погрешили или не. Како се чињенице размножавања мењају, деца могу пронаћи производ који се поклапа и спаја мехуриће. Нема сатова, тако да деца неће осетити притисак да се заврши у одређеном временском периоду. Ова игра је све о вежбању и умножавању забаве!

[[|мини|182x182px|
Игра Stop the Clock (доступно на:  https://www.education.com/game/stop-the-clock/)
]]
Пример 2: Игрица Stop the Clockl, брзина и тачност су кључни у овој брзој игри, уз помоћ које ће деца проверити знање гледања на сату. Деца морају пажљиво слушати како би зауставили сат када достигне циљно време. Дата су аудио и визуелна упутства деци да их подсећају на време. Одговори унутар 5-минутног прозора су тачни, док се нешто изван тога мора поновити.